# Bombylisoma
Bombylisoma är ett släkte av tvåvingar. Bombylisoma ingår i familjen svävflugor.

## Dottertaxa tillBombylisoma, i alfabetisk ordning[1]
- Bombylisoma albifacies
- Bombylisoma album
- Bombylisoma algirum
- Bombylisoma argyropygum
- Bombylisoma breviusculum
- Bombylisoma cinereitinctum
- Bombylisoma coracinum
- Bombylisoma croaticum
- Bombylisoma farinosum
- Bombylisoma flavibarbum
- Bombylisoma flavipes
- Bombylisoma frontale
- Bombylisoma gemmeum
- Bombylisoma ghorpadei
- Bombylisoma horni
- Bombylisoma imitator
- Bombylisoma iris
- Bombylisoma kaokoense
- Bombylisoma lepidum
- Bombylisoma loewi
- Bombylisoma melanocephalum
- Bombylisoma microlepidum
- Bombylisoma minimum
- Bombylisoma nigellum
- Bombylisoma nigriceps
- Bombylisoma noctum
- Bombylisoma notatum
- Bombylisoma nucale
- Bombylisoma replendens
- Bombylisoma resplendens
- Bombylisoma rhodesianum
- Bombylisoma senegalense
- Bombylisoma simba
- Bombylisoma simulator
- Bombylisoma sinaiticum
- Bombylisoma tripunctatum
- Bombylisoma turkmenicum
- Bombylisoma twiga
- Bombylisoma unicolor